# Bandhagens skola

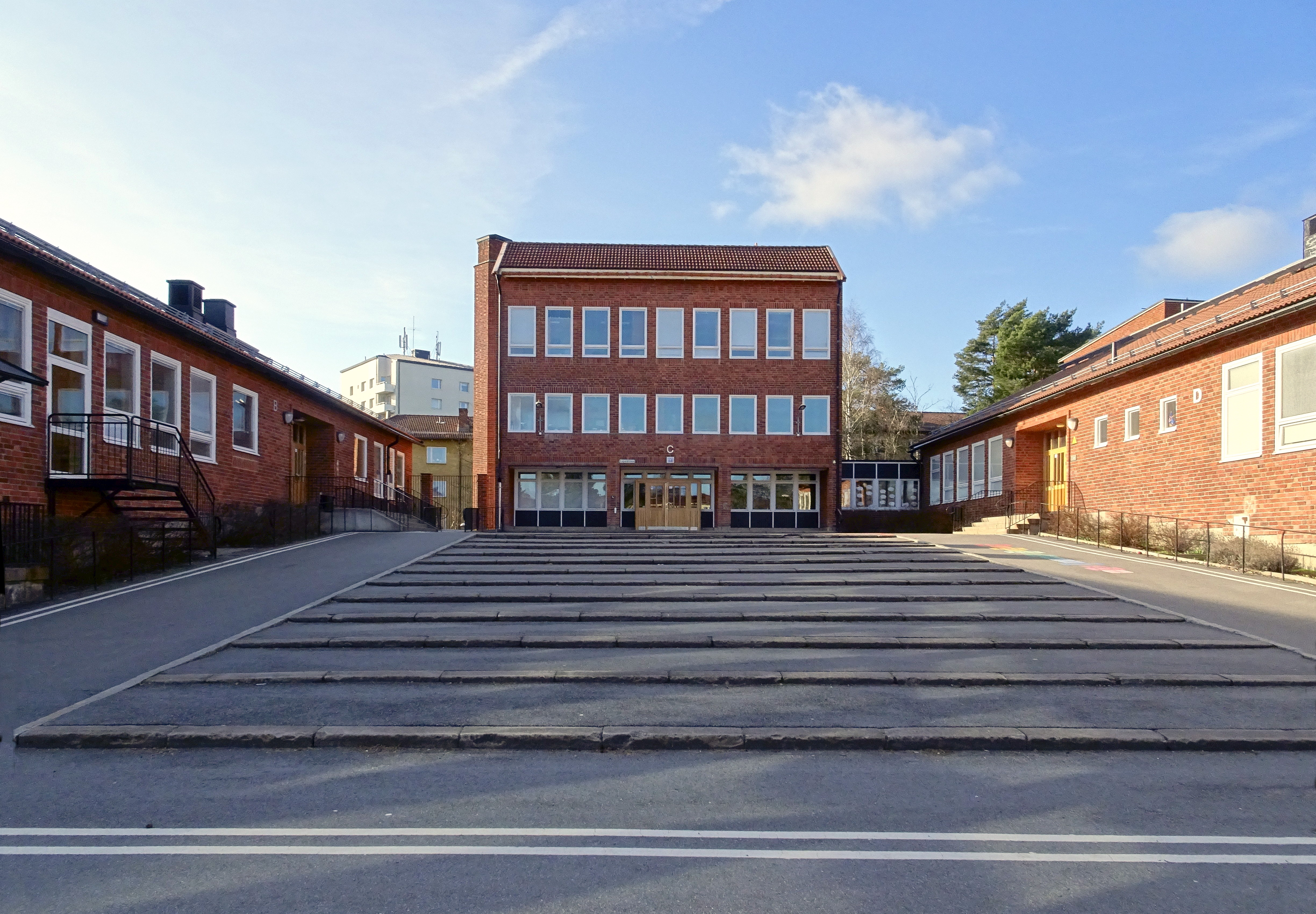
Bandhagens skola i februari 2020. Rakt fram ligger administrationsbyggnaden, till höger syns den gamla övningssalsbyggnaden och till vänster bespisningsbyggnaden.

Bandhagens skola är en kommunal grundskola vid Trollesundsvägen 66 i stadsdelen Bandhagen i södra Stockholm. Skolhuset uppfördes i olika etapper mellan 1953 och 1973 efter ritningar av arkitekt Sture Frölén. Till anläggningen hör även en gymnastikbyggnad från 1968. Fastigheten är blåmärkt av Stadsmuseet i Stockholm vilket innebär att den representerar "synnerligen höga kulturhistoriska värden".

## Byggnader

### Huvudbebyggelsen
Bandhagens skola är inrymd i flera separata och sammanlänkade byggnader där huvuddelen utgörs av fyra byggnadskroppar: Administrationsbyggnad, bespisningsbyggnad, övningssalsbyggnad och folkskolebyggnad (två klassrumslängor i vinkel). De båda klassrumslängorna har pulpettak och tre våningar med källare och är förbundna med en utskjutande korridor i bottenvåningen. Övningssalsbyggnaden har sadeltak och en våning med souterräng, här finns bibliotek och slöjdlokaler. Söder om denna ligger administrationsbyggnaden i tre våningar och souterräng, med ett asymmetriskt sadeltak. Söder om administrationsbyggnaden återfinns bespisningsbyggnaden med matsal och kök. Fasaderna är klädda i rött tegel. Byggherre var Stockholms folkskoledirektion, arkitekt var Sture Frölén och konstruktör Jacobson & Widmark.

### Småskolelängan
Sydost om huvudbebyggelsen ligger, inbäddad i naturen, en hästskoformad klassrumslänga ursprungligen tänk som småskola. Den består av sju sammanlänkade volymer i en våning som grupperade sig kring en liten skolgård. Mot utsidan är fasaderna spritputsade och mot insidan är fasaderna klädda i rött tegel. Längs insidan löper en lägre sammanbindande utskjutande korridor. I varje av de sju byggnadskropparna anordnades två klassrum och i vinkeln däremellan grupprum, materielrum och liknade. Småskolelängan hade samma upphovsmän som huvudbyggnaden.
Småskolebyggnaden (nuvarande fastighetsbeteckningen Skioptikonbilden 4) förvärvades i början av 2000-talet av bygg- och fastighetsföretaget Järntorget Bostad AB som byggde om den till 14 bostadsrättsradhus kallade ”Tallringen”, färdiga 2006.

### Gymnastikbyggnad
En gymnastik- och badbyggnad planerades ursprungligen väster om klassrumslängorna och skulle tillsammans med klassrumslängorna omsluta skolgården på fyra sidor. På platsen kom 1962–1968 en mindre anläggning att uppföras som enbart innehöll en gymnastiksal, delbar med en vikvägg. I den lägre främre delen anordnades tillhörande biutrymmen som redskapsrum, omklädning och dusch. Fasaderna följde huvudbebyggelsen med en blandning av putsade partier och rött tegel. Någon simhall uppfördes aldrig. Gymnastikbyggnaden hade samma upphovsmän som huvudbyggnaden.

Bilder från Stadsmuseets inventering 1992
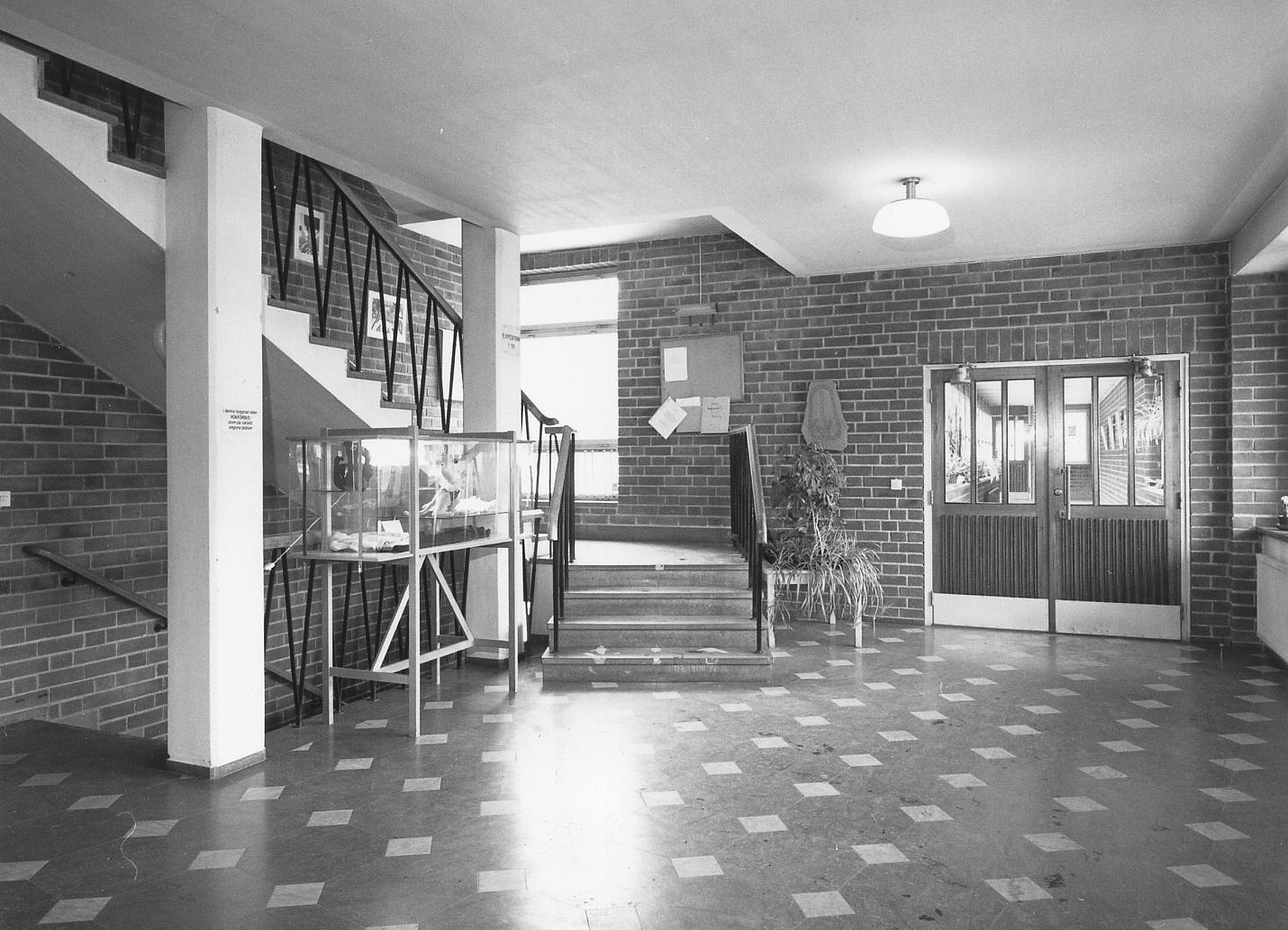
Entréhallen.
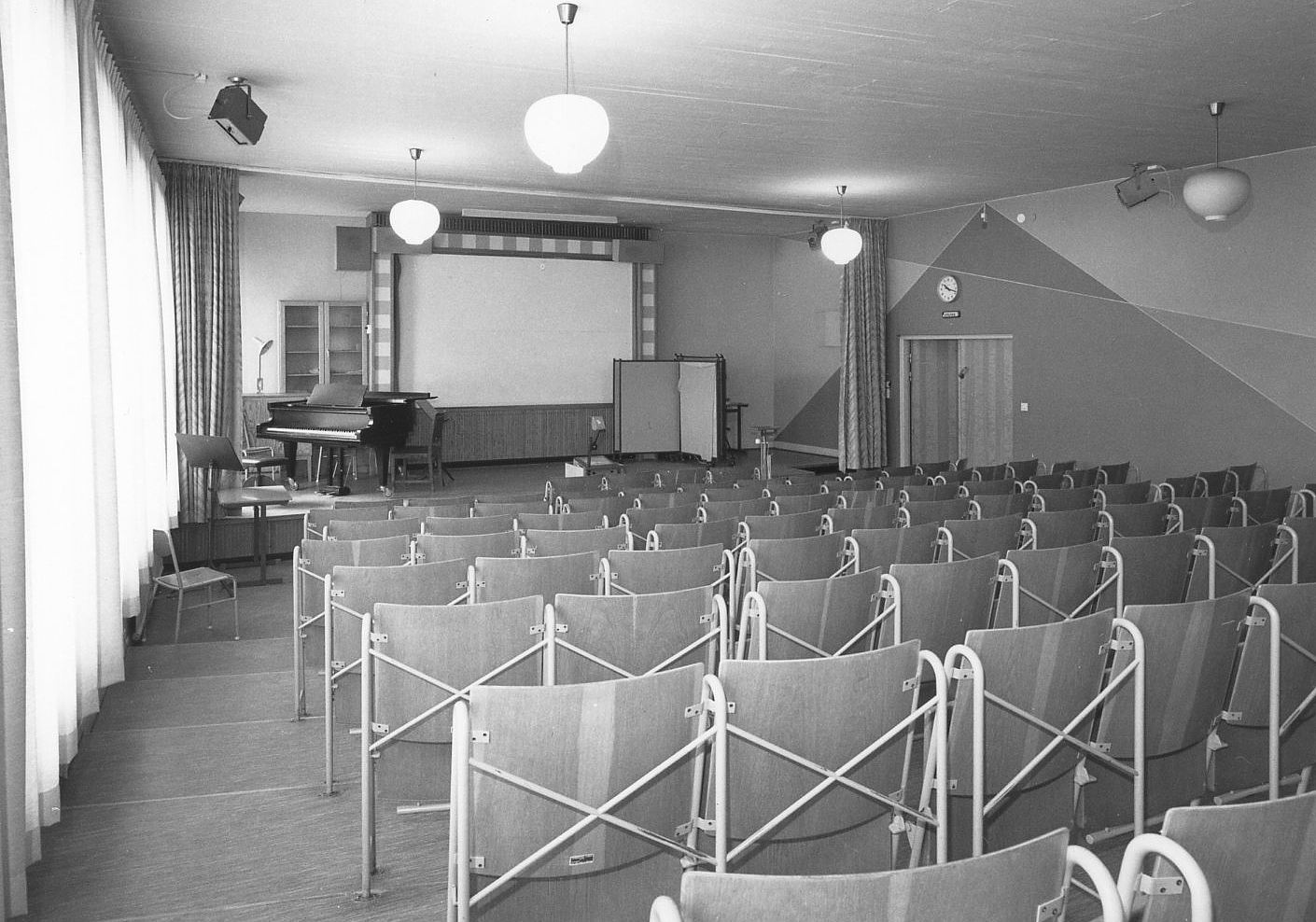
Aulan.
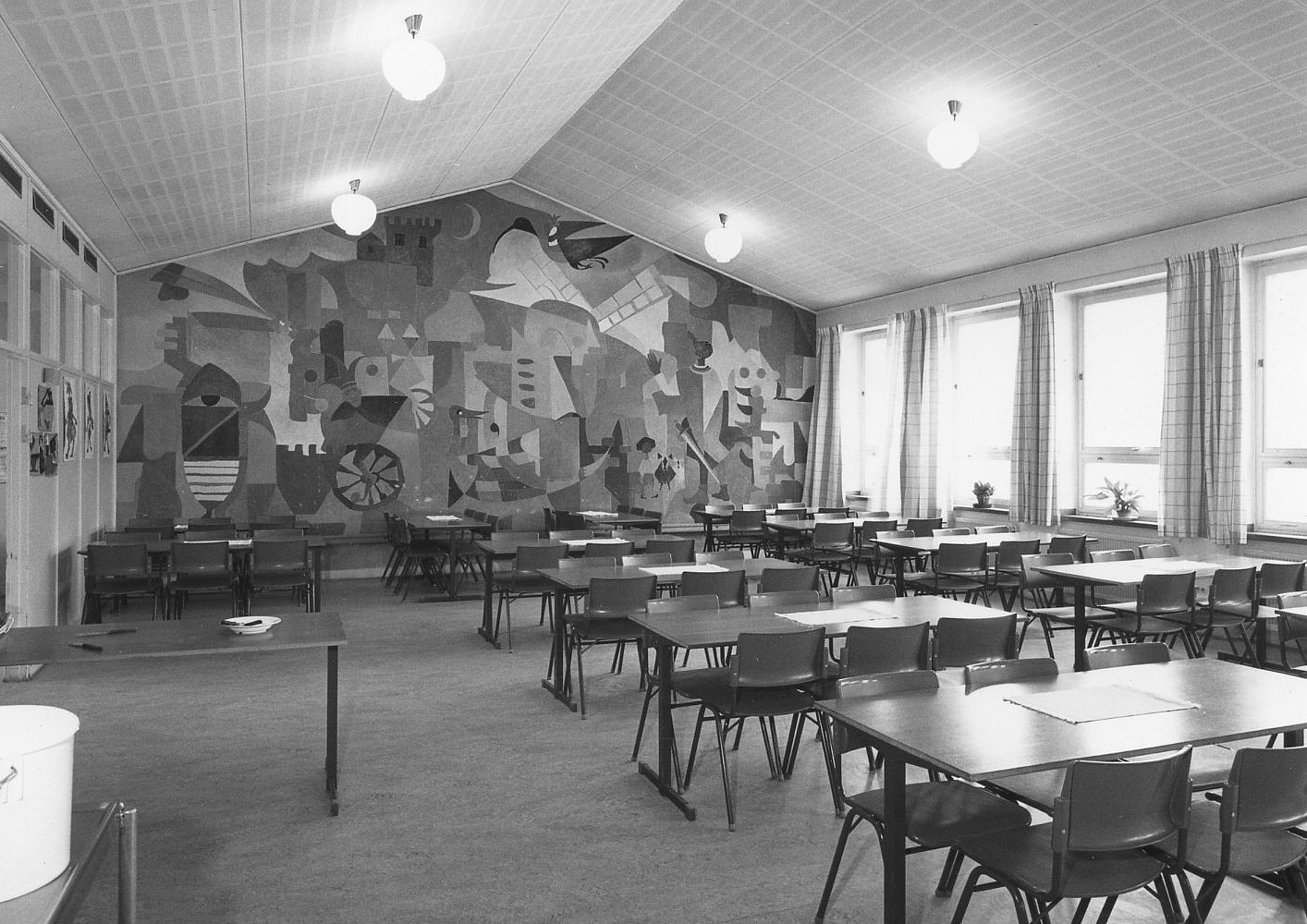
Matsalen med Arne Lundströms väggmålning.
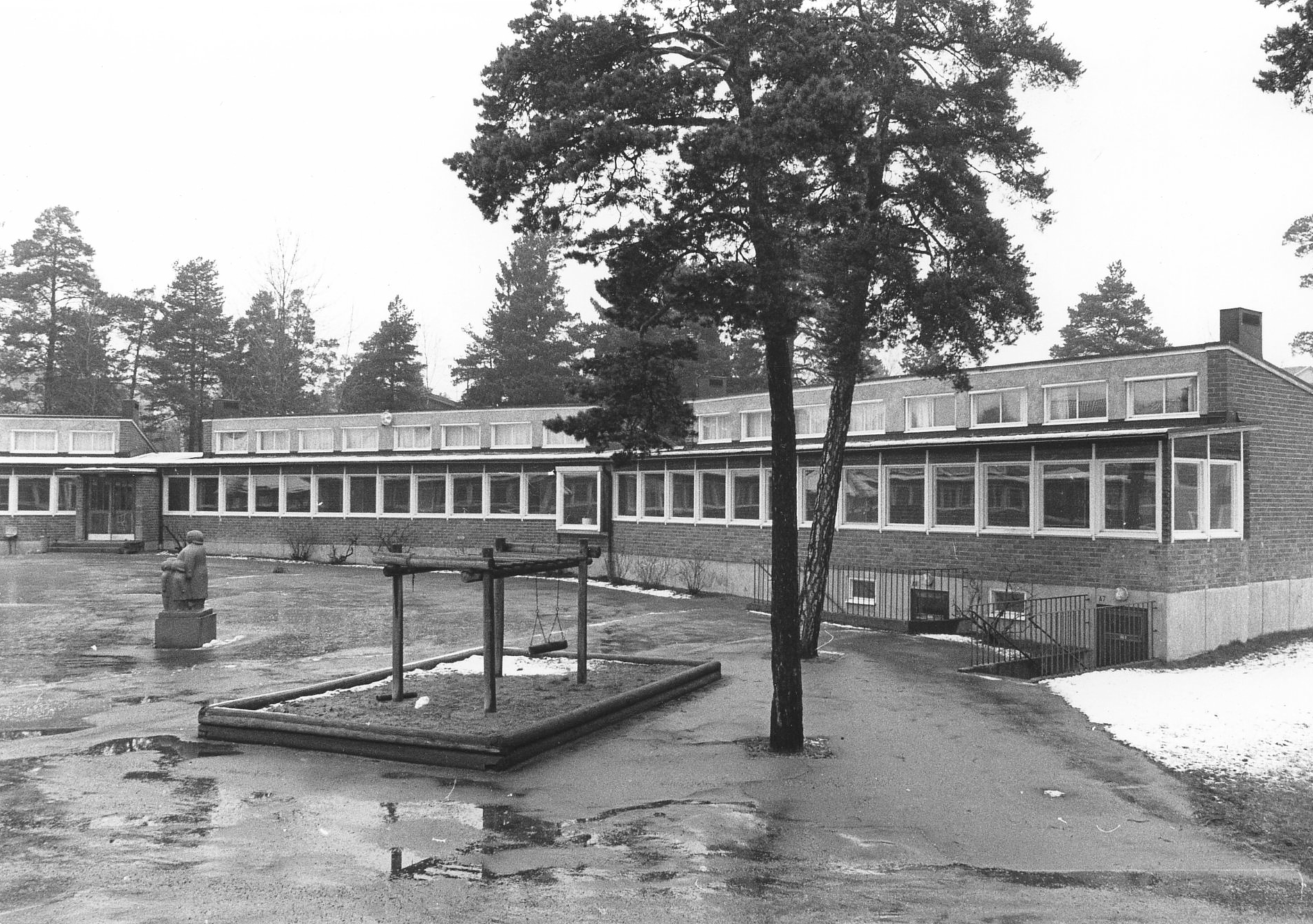
Småskolelängan och skolgården.

## Verksamhet
År 1956 började den första årskullen på Bandhagens skola. Mellan 1959 och 1971 låg Bandhagens gymnasiums högstadium i Bandhagens skola. Skolan är numera en så kallad F–6 skola vilket betyder förskola och undervisning för årskurs 1–6. Här finns omkring 500 elever och ett 90-tal medarbetare. Skolan inrymmer även en grundsärskola och en förberedelseklass. Bandhagens skola driver ett kök i egen regi med ett köksteam som lagar mat från grunden.

## Konstnärlig utsmyckning
Nedanför trappan till skolans expedition står två bronsstatyer: Lilla Flora av konstnären Gunnar Nilsson och Gås av konstnären Knut Erik Lindberg. I matsalen finns en väggmålning som skapades av grafikern och bildkonstnären Arne Lundström. Utanför skolans före detta paviljong står gruppen Sånglektionen av  Sven Lundqvist, rest 1956.

Nutida bilder
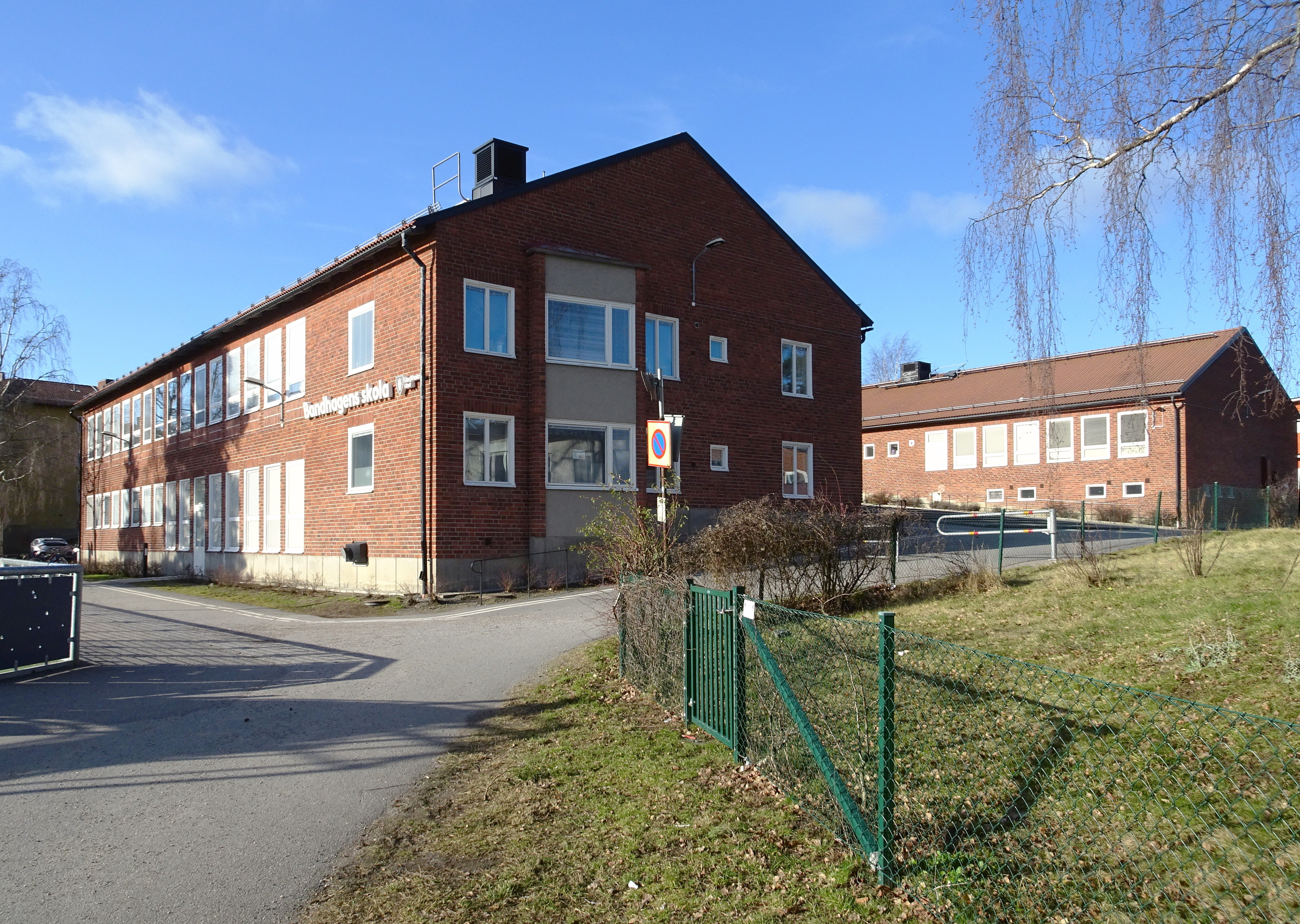
Matsalsbyggnaden (närmast) och övningssalsbyggnaden.
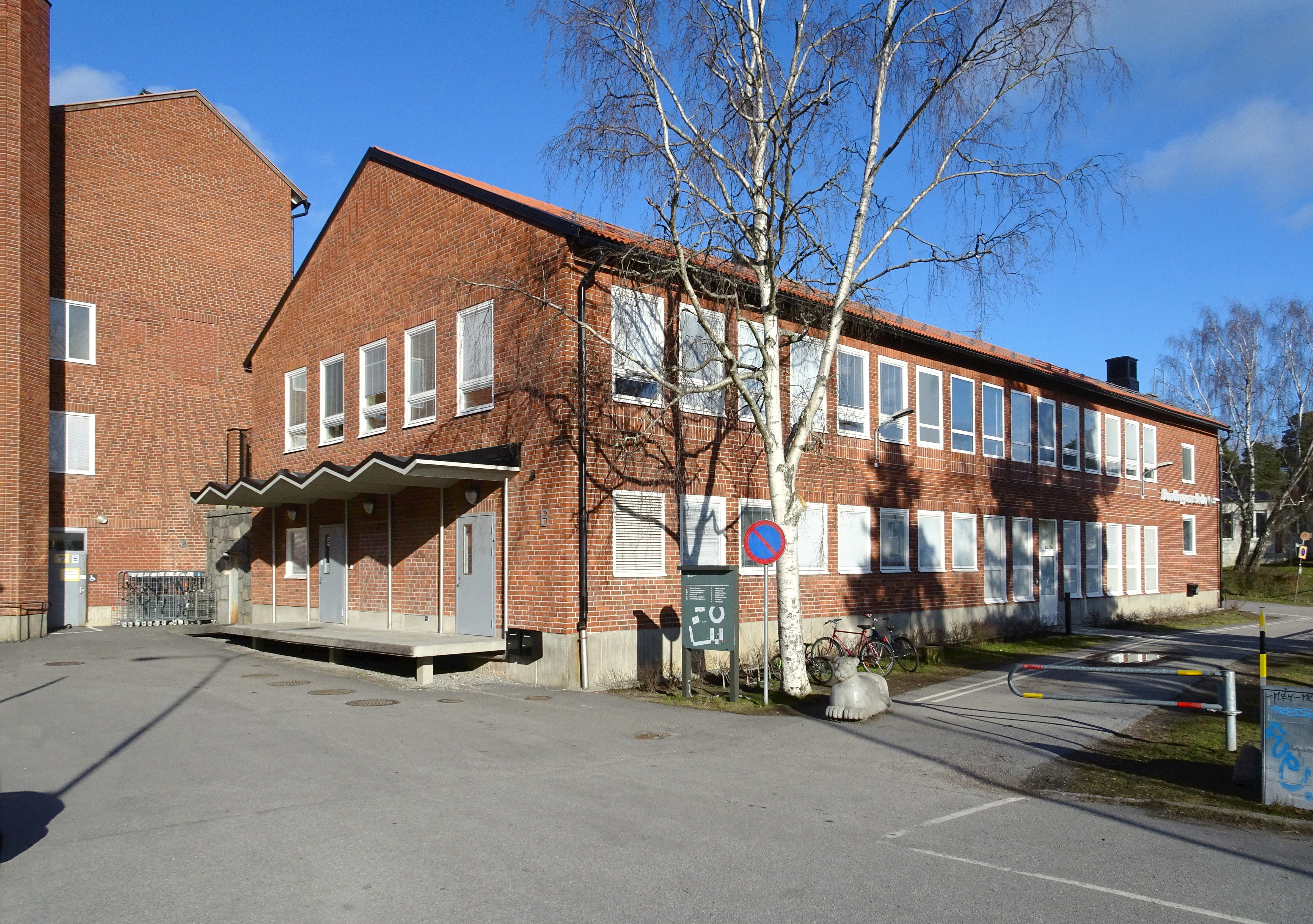
Matsalsbyggnaden, till vänster skymtar administrationsbyggnaden.
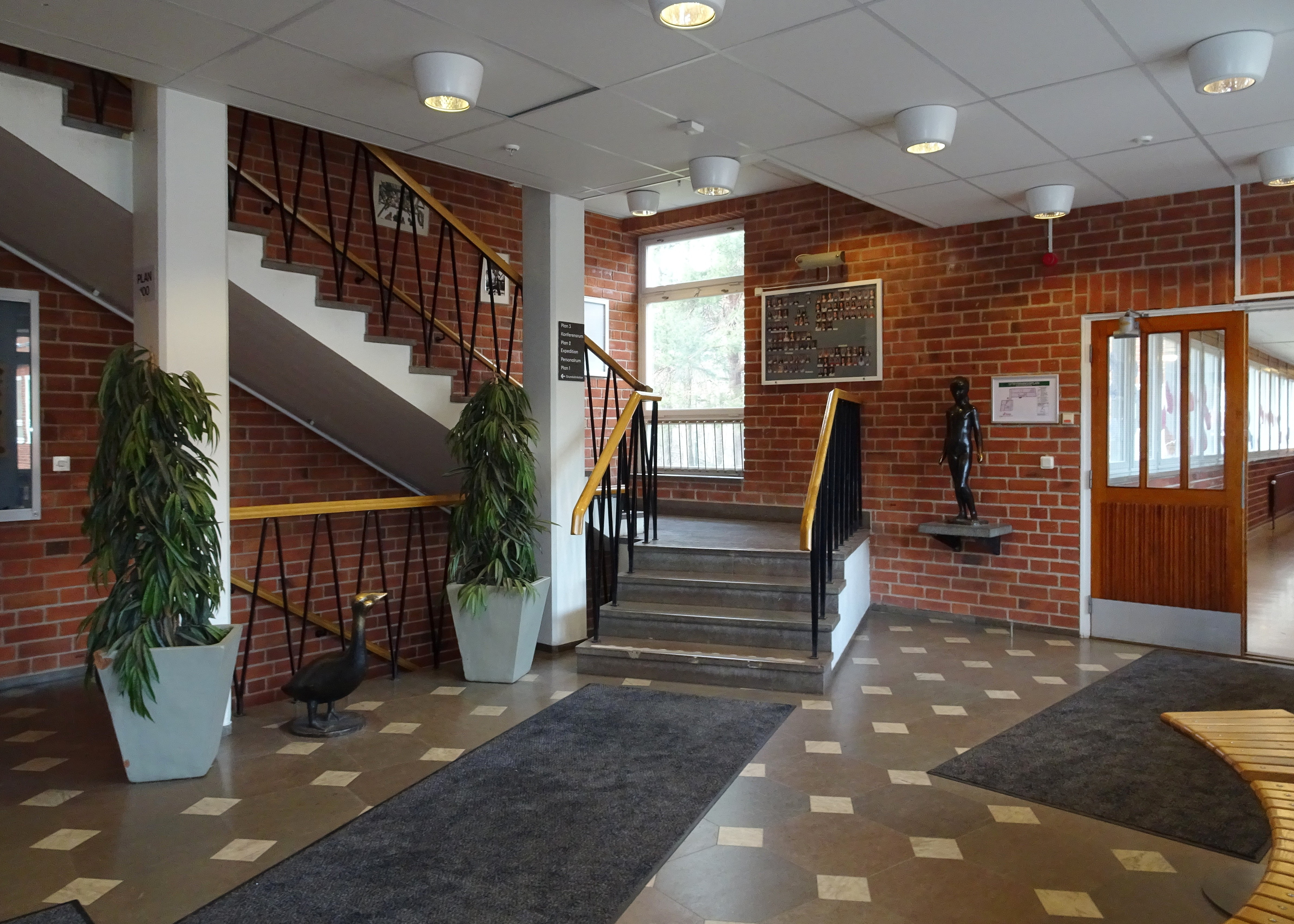
Entréhall i administrationsbyggnaden.
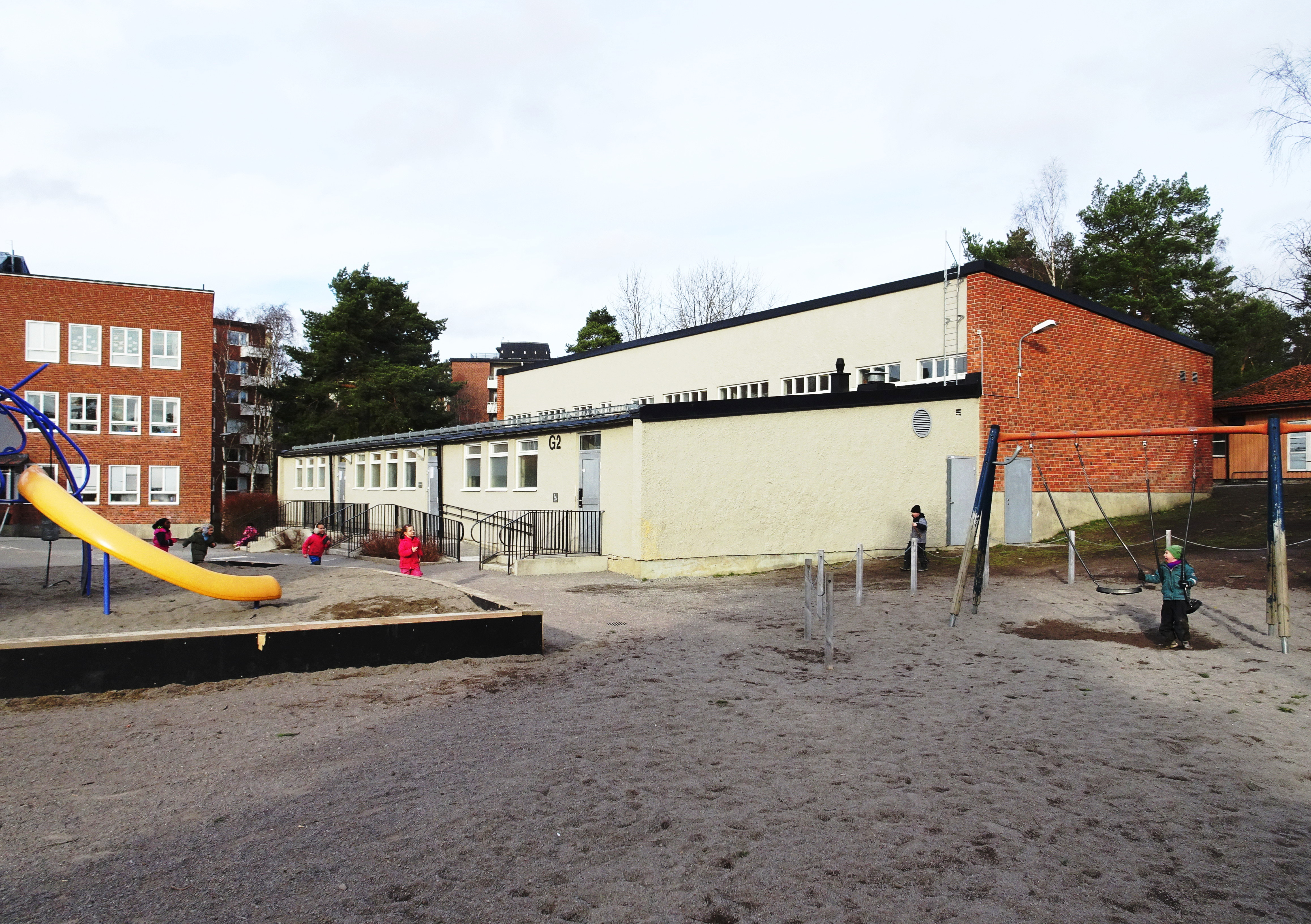
Gymnastikbyggnaden.

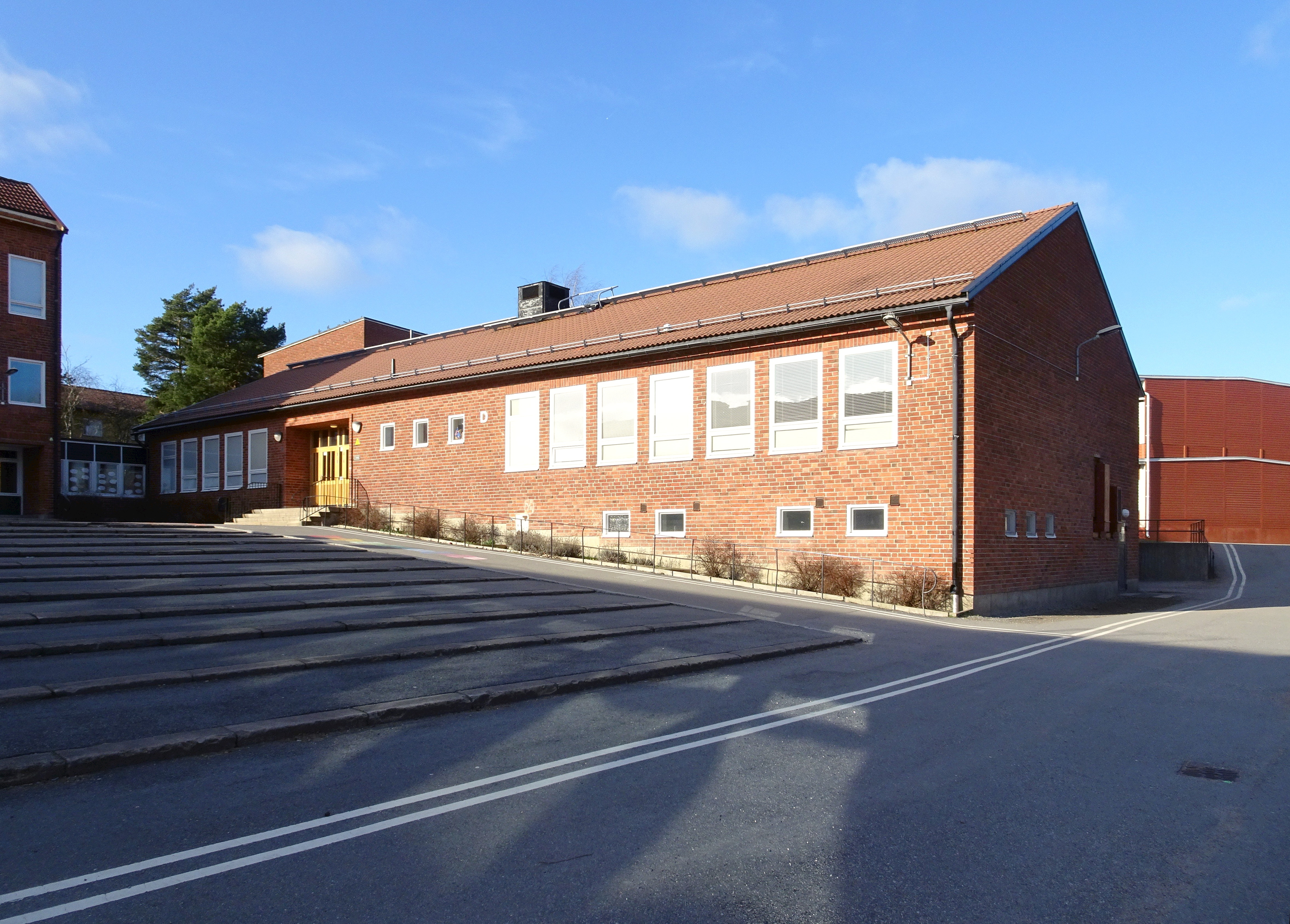
Övningssalsbyggnaden med bibliotek och slöjdlokaler.
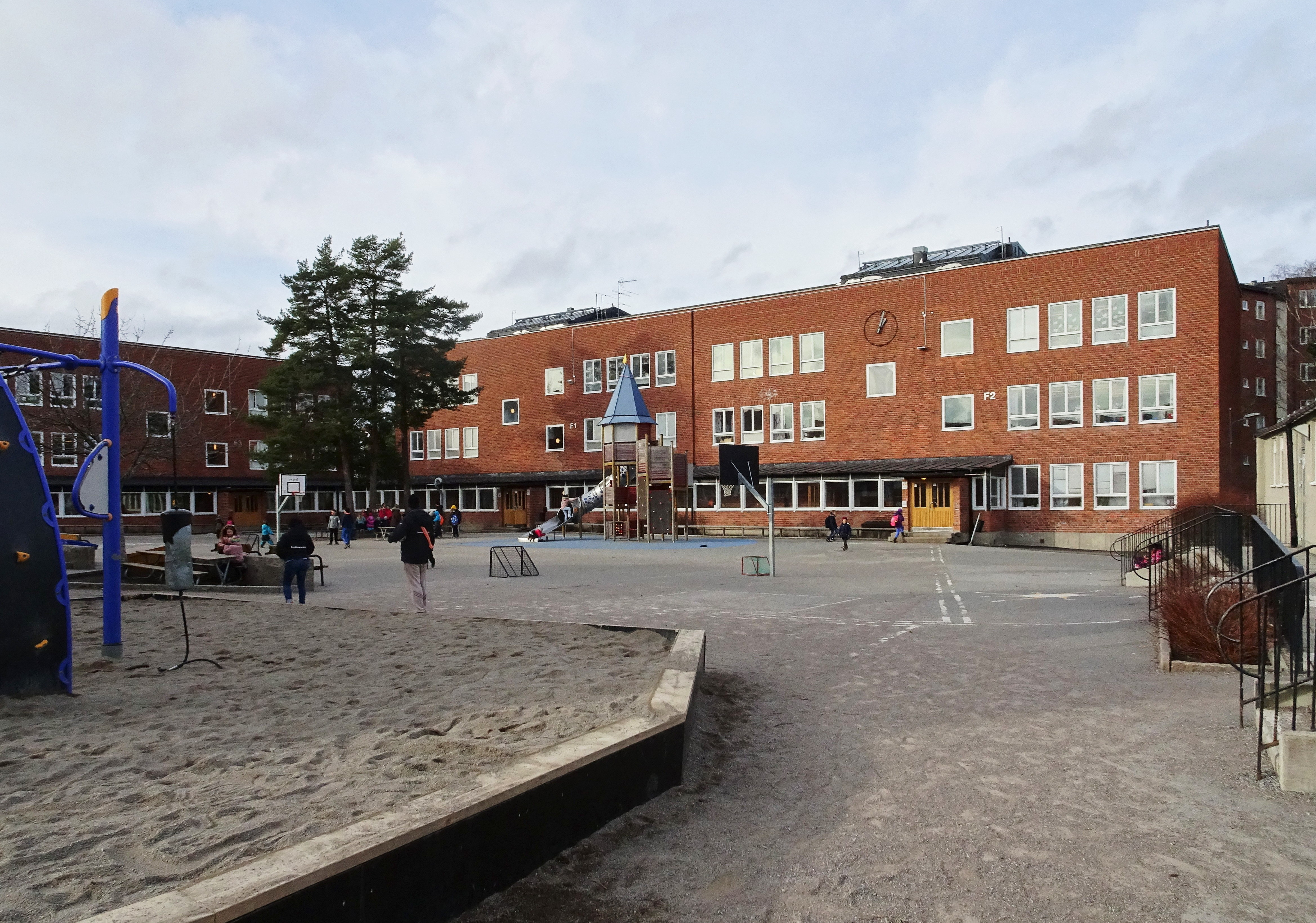
Klassrumslängorna och skolgården.
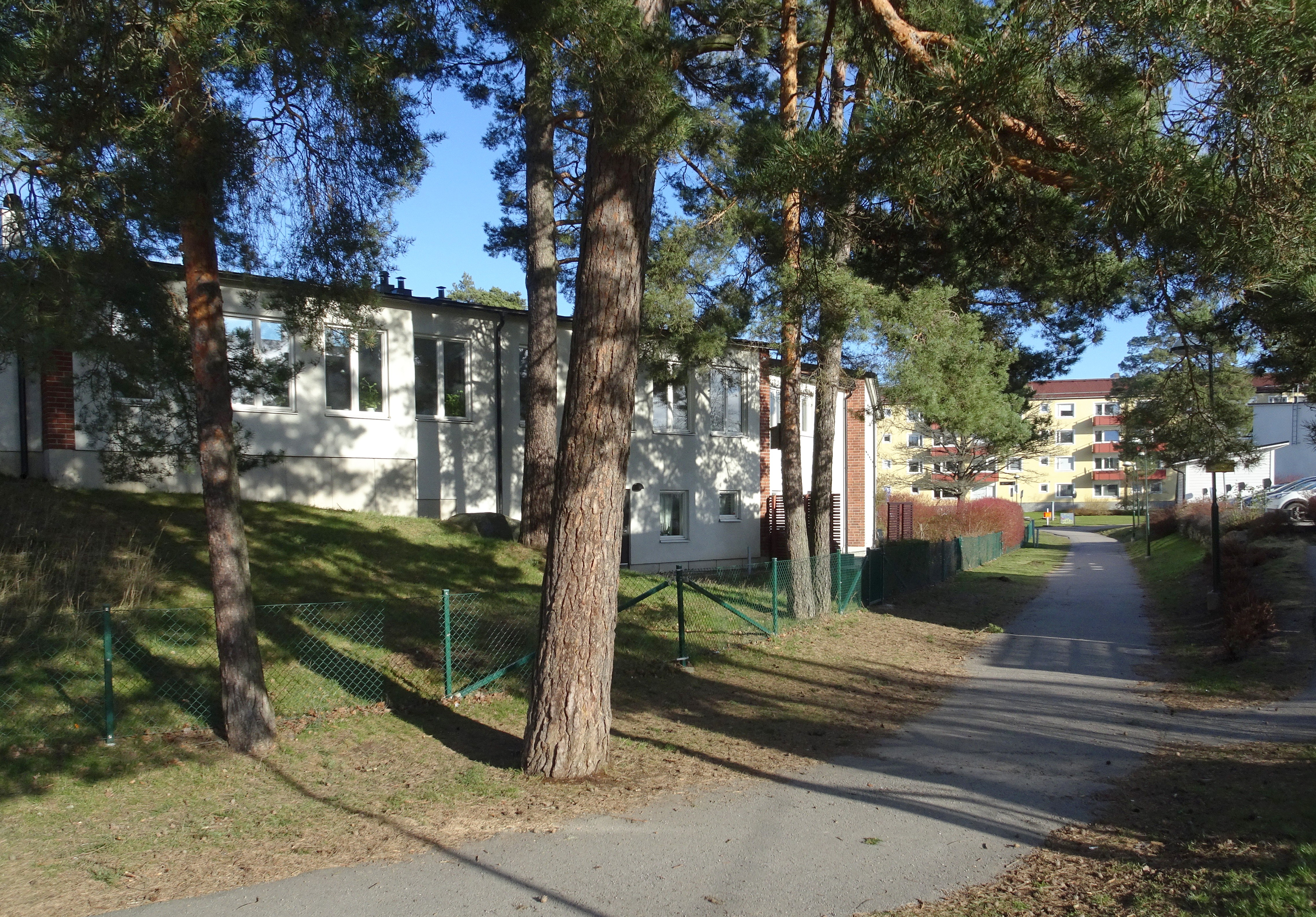
Före detta småskolelängan, nu ”Brf Tallringen”, utsidan.
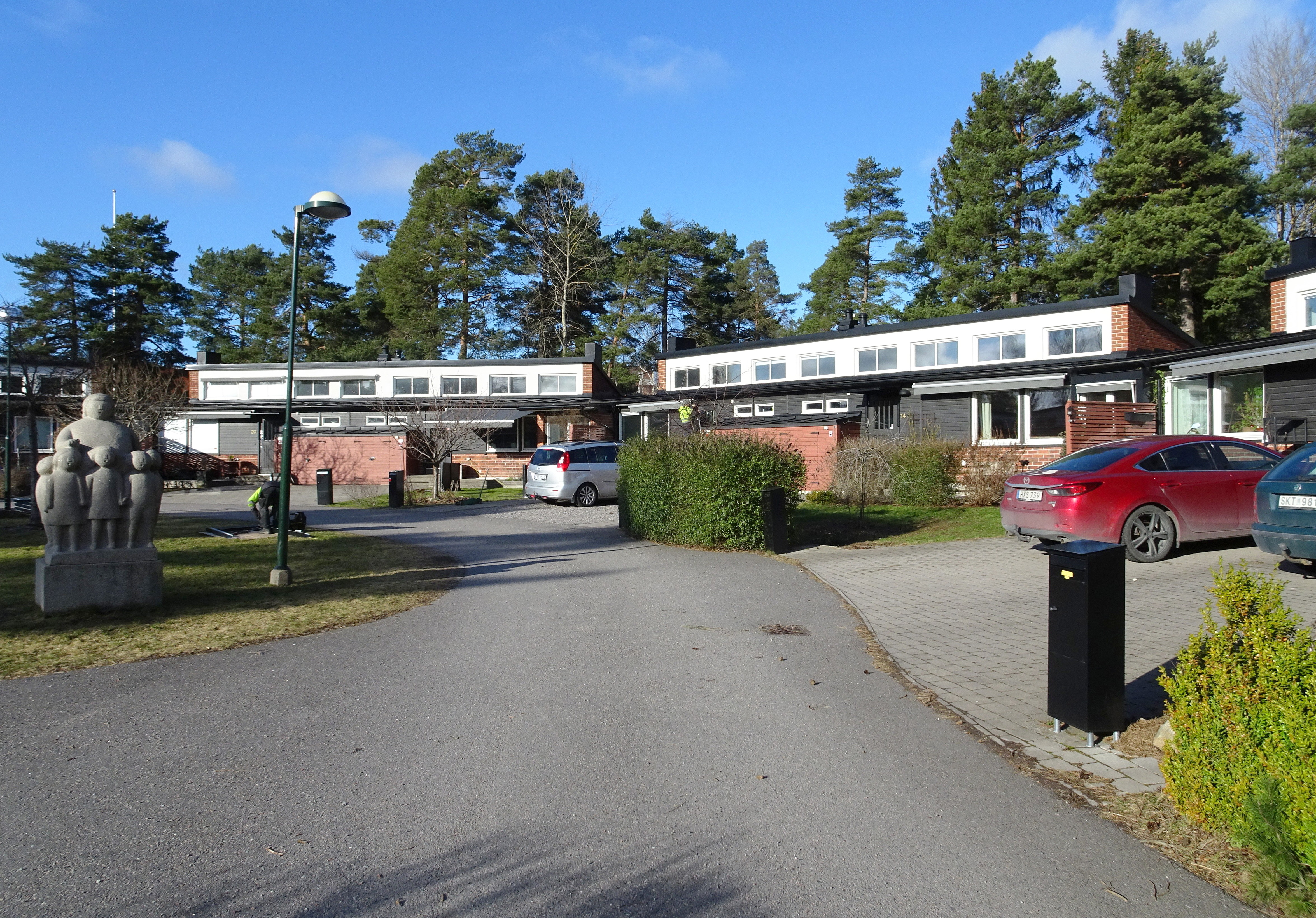
Före detta småskolelängan, nu ”Brf Tallringen”, till vänster står skulpturen "Sånglektionen".